# Gravesend
Gravesend ou, na sua forma portuguesa, Gravesenda é uma cidade localizada no noroeste do condado de Kent, na Inglaterra, na margem sul do rio Tâmisa, no lado oposto de Tilbury, em Essex. 

## Personalidades
- Derek Barton (1918-1998), prémio Nobel da Química de 1969